# Брейер, Йозеф
Йо́зеф Бре́йер (нем. Josef Breuer, 15 января 1842, Вена — 20 июня 1925, Вена) — австрийский врач, друг и наставник Зигмунда Фрейда, основатель катартического метода психотерапии. Наряду с Зигмундом Фрейдом, считается основателем психоанализа.

## Биография
Йозеф был старшим из двух сыновей одного из учителей религии венской еврейской общины, Леопольда Брейера (Leopold Breuer, 1791—1872), и его жены Берты (в девичестве Землер, 1818—1845). Мать Йозефа умерла, когда он был совсем мал, до восьми лет ребёнка воспитывала бабушка, а обучал — отец. В 1858 году Брейер окончил венскую Академическую гимназию, после чего проучился один год в университете, чтобы поступить на факультет медицины Венского университета. В 1867 году Брейер сдал выпускные экзамены и остался работать при университете в качестве ассистента своего учителя, терапевта Иоганна Оппольцера. После смерти Оппольцера Йозеф стал практикующим врачом. Его пациентами были именитые коллеги с медицинского факультета венского университета и влиятельные представители венского общества.
В 1868 году Йозеф Брейер женился на Матильде Альтман (Matilda Altman, 1846—1931), родившей ему впоследствии пятерых детей. Позже его дочь Дора совершила самоубийство, не захотев быть схваченной нацистами. Кроме того, от рук нацистов погибла одна из внучек Брейера. Его дочь Маргарет была замужем за доктором Артуром Шиффом, дядей философа Карла Поппера; оба покончили с собой, ожидая ареста во время оккупации.

### Основание психоанализа
Вероятно, Брейер наиболее известен совместным с Фрейдом исследованием случая Берты Паппенгейм («случай Анны Оливандер») — женщины, страдающей параличом, потерей кожной чувствительности, «расстройством зрения и речи», то есть классическими проявлениями истерии (Zangwill). С данной пациенткой он имел дело в 1880—1881 годах.
Брейер выяснил, что истерия связана с травмирующими переживаниями прошлого, а её проявления можно редуцировать или свести на нет, если болезненные воспоминания будут воспроизведены в гипнотическом состоянии. Данный метод исследователь называл катартическим. Несколько позже Брейер и Фрейд обнаружили, что метод работает и без гипноза. Анна О. шутливо называла эту процедуру прочисткой дымохода. Для этой формы терапии она придумала и более серьёзное название — лечение разговорами.
В 1893 году Фрейд и Брейер совместно опубликовали работу «О психологическом механизме истерических феноменов», а в 1895 — издали книгу «Очерки об истерии», в которой рассмотрели случай Анны О. наряду с другими клиническими наблюдениями. Вопреки заявленному в публикации полному исцелению, пациентка страдала тяжёлыми психическими расстройствами, и в следующие годы ей пришлось ещё много раз подвергнуться стационарной терапии.
В письме Зигмунду Фрейду Йозеф Брейер предложил назвать изобретённую методику психоанализом, по примеру Шиллера, определившего классическую пьесу «Царь Эдип» как «трагический анализ». Аналогию вдохновил тот факт, что эффект от катартической терапии достигался с помощью воссоздания травматических событий прошлого и их эмоционального отреагирования, и что чума в Фивах была побеждена Эдипом также путём выяснения истины.
Брейер является главным героем книги И. Ялома «Когда Ницше плакал».

### Исследования по физиологии
«Физиология» — специальность докторской диссертации Йозефа Брейера, поэтому большинство его исследований посвящены этой дисциплине. Работая под руководством Эвальда Геринга в венской военно-медицинской школе, Брейер был первым, кто продемонстрировал роль блуждающего нерва в рефлекторной регуляции дыхания. Это был уход от более раннего, психологического объяснения, изменивший представление ученых о взаимодействии легких и нервной системы. Сегодня этот механизм известен как рефлекс Геринга — Брейера.
Кроме того, Йозеф Брейер исследовал роль полукружных каналов внутреннего уха в поддержании равновесия (теория перетекания эндолимфы во внутреннем ухе Маха-Брейера). Ему также принадлежат работы о терморегуляции организма.
В 1894 году Брейер был избран членом-корреспондентом Венской академии наук.
Похоронен на венском Дёблингском кладбище.

## Работы
- Zwei Fälle von Hydrophobie. In: Wiener medizinische Wochenschrift 18 (1868). Sp. 178 f., 210—213.
- Das Verhalten der Eigenwärme in Krankheiten. In: Wiener medizinische Wochenschrift 18 (1868). Sp. 982—985, 998—1002.
- Die Selbststeuerung der Athmung durch den Nervus vagus. In: Sitzungsberichte der Akademie der Wissenschaften Wien, math.-naturw. Kl. 58/2 (1868), S. 909—937.
- Bemerkungen zu Senator’s «Beiträge zur Lehre von der Eigenwärme und dem Fieber». In: Arch. path. Anat., Berlin 46 (1969), S. 391 f.
- Über Bogengänge des Labyrinths. In: Allg. Wien. med. Ztg. 18 (1873), S. 598, 606.
- Über die Function der Bogengänge des Ohrlabyrinthes. In: Med. Jb., Wien 1874. S. 72-124.
- Zur Lehre vom statischen Sinne (Gleichgewichtsorgan). Vorläufige Mittheilung. In: Anz. Ges. Ärzte, Wien 1873. Nr. 9 (17. Dezember 1873), S. 31-33.
- Beiträge zur Lehre vom statischen Sinne (Gleichgewichtsorgan, Vestibularapparat des Ohrlabyrinths). Zweite Mittheilung. In: Med. Jb., Wien 1875. S. 87-156.
- Neue Versuche an den Ohrbogengängen. In: Arch. Physiol. 44 (1889), S. 135—152.
- Über die Funktion der Otolithen-Apparate. In: Arch. Physiol. 48 (1891), S. 195—306.
- Über Brommastitis. In: Wien. med. Presse 35 (1894), Sp. 1028.
- Über Bogengänge und Raumsinn. In: Arch. Physiol. 68 (1897), S. 596—648.
- Die Krisis des Darwinismus und die Teleologie. Vortrag, gehalten am 2. Mai 1902. In: Vorträge und Besprechungen. (1902), S. 43-64. Nachdruck der Ausgabe 1902: Edition diskord, Tübingen 1986.
- Über Galvanotropismus bei Fischen. In: Zbl. Physiol., Wien 16 (1902), S. 481—483.
- Studien über den Vestibularapparat. In: Sitzungsberichte der Akademie der Wissenschaften Wien, math.-naturw. Kl. 112/3(1903), S. 315—394.
- Über den Galvanotropismus (Galvanotaxis) bei Fischen. In: Sitzungsberichte der Akademie der Wissenschaften Wien, math.-naturw. Kl. 114/3 (1905), S. 27-56.
- Über das Gehörorgan der Vögel. In: Sitzungsberichte der Akademie der Wissenschaften Wien, math.-naturw. Kl. 116/3 (1907), S. 249—292.
- Bemerkungen zu Dr. H. Abels Abhandlung «über Nachempfindungen im Gebiete des kinästhetischen und statischen Sinnes». In: Zschr. Psychol. Physiol. Sinnesorg. 45 (1907), 1. Abt., S. 78-84.
- Über Ewald’s Versuch mit dem pneumatischen Hammer (Bogengangsapparat). In: Zschr. Sinnesphysiol. 42 (1908), S. 373—378.
- Curriculum vitae [1923]. In: Dr. Josef Breuer 1842—1925. Wien o. J. [1927]. S. 9-24.
- Ein telepathisches Dokument. In: Umschau 28 (1924). S. 215 f.
- Josef Breuer / Rudolf Chrobak: Zur Lehre vom Wundfieber. Experimentelle Studie. In: Med. Jb., Wien 22/4 (1867). S. 3-12.
- Josef Breuer / Sigmund Freud: Über den psychischen Mechanismus hysterischer Phänomene. Vorläufige Mittheilung. In: Neurol. Zbl. 12 (1893), S. 4-10, 43-47; zugleich in: Wien. med. Blätter 16 (1893), S. 33-35, 49-51.
- Sigmund Freud / Josef Breuer: Studien über Hysterie. Franz Deuticke, Leipzig + Wien 1895. Neudruck: 6. Auflage. Fischer, Frankfurt a. M. 1991. ISBN 3-596-10446-7
- Josef Breuer / Alois Kreidl: Über die scheinbare Drehung des Gesichtsfeldes während der Einwirkung einer Centrifugalkraft. In: Arch. Physiol. 70 (1898), S. 494—510.
- Marie von Ebner-Eschenbach / Josef Breuer: Ein Briefwechsel. 1889—1916. Bergland-Verlag, Wien 1969

## В культуре
- Брейер — один из главных героев в биографическом романе Ирвина Ялома «Когда плакал Ницше».
- В 1962 году на экраны вышла чёрно-белая псевдобиографическая драма режиссёра Джона Хьюстона «Фрейд: Тайная страсть», где роль Брейера сыграл Ларри Паркс.
- «Когда Ницше плакал» (2007) — кинофильм режиссёра Пинхаса Перри по одноимённому роману Ирвина Ялома.
- «Гретель и тьма» Элайза Грэнвилл. Брейер — один из главных персонажей книги, есть отсылки к истории Анны О. и к реальной истории его семьи